# Турик Степан Іванович
Турик Степан Іванович (24 грудня 1892 (5 січня 1893), с. Шкроботівка, нині Шумського району Тернопільської області — 24 вересня 1982, м. Кременець) — український фольклорист, філолог.

## Біографія
Навчався на Вищих педагогічних курсах при Київському університеті (1919), закінчив Кременецький педагогічний інститут (нині ТНПУ), Учитель на Чернігівщині.
Учасник Першої світової війни (прапорщик). 1917 — голова ревкому в с. Жванець, нині Кам'янець-Подільського району Хмельницької області. Після 1920 р. — учитель у селах Шумщини. Розпочав будівництво школи в родинному селі.
Від 1938 р. — учитель с. Уховецьк (нині Ковельського району Волинської області).
Від вересня 1939 — в Кременці. Був інспектор шкіл Кременецького району (1944—1948).
У 1948—1956 роках працював учителем СШ у м. Кременці. У зрілому віці навчається заочно на філологічному відділенні Кременецького педінституту. З 1948 р. і до виходу на пенсію Степан Іванович — вчитель і завуч спочатку середньої школи № 2, а згодом — № 1.

## Творчість
Перші фольклорні записи зробив у родинному селі (1913). Записав спочатку 50 пісень у Шкроботівці від батьків, родичів та знайомих, пізніше — стільки ж. Загалом зібрав майже 1000 пісень — 28 великих нотних зошитів (примірники зберігаються в ІМФЕ НАНУ в місті Київ, другий — у Кременецькому краєзнавчому музеї).
Найбільше зібрано весільних пісень — близько 400. Побутові — понад 100, романси — 60, народні балади — 56, приспіви до танців — 86, веснянки та гаївки — понад 20, дума про Олексу Довбуша на 125 строф. Решта — пісні літературного походження, рекрутські, чумацькі, колодчані, невільницькі, маршові тощо.
Записи Степана Турика опубліковано у збірці «Весільні пісні» (1982), «Балади» (1987), «Пісні Тернопільщини» (1989), «Весілля на Дубенщині» (2001).
Збереглося листування Турика з Максимом Рильським, А. Хижняком та ін.
Автор роману-хроніки «Крізь бурі і громи» (рукопис — у Кременецькому краєзнавчому музеї).